# Jero
Jero (ジェロ), egentligen Jerome Charles White, Jr., född 4 september 1981 i Pittsburgh, Pennsylvania i USA, är en sångare som sjunger i den japanska enkagenren. Han omnämns ofta som den första svarta enkasångaren. Han uppträder i hiphopinfluerade kläder. Jero har japanskt påbrå från sin mormor.

## Biografi
Jero flyttade till Japan år 2003, där han så småningom började arbeta som datatekniker. Samtidigt sjöng han enka och ställde upp i olika talangjakter och tävlingar. 2005 upptäcktes han av en talangscout från skivbolaget Victor Entertainment i samband med en karaoketävling och den 20 februari 2008 släpptes hans första singel, Umiyuki (海雪) som gick rakt in på Oricon-topplistans plats nummer fyra.

## Diskografi (urval)
Album
- 2008 – Covers (カバーズ)
- 2009 – Covers 2 (カバーズ 2)
- 2010 – Covers 3 (カバーズ 3)
- 2011 – Best and Rare (ベスト＆レア)
- 2011 – Covers 4 (カバーズ 4)

Singlar
- 2008 – "Umiyuki" (海雪)
- 2009 – "Eisa" (えいさ)
- 2009 – "Yancha michi" (やんちゃ道)
- 2009 – "Tsumeato" (爪跡)
- 2010 – "Usonaki" (嘘泣き)
- 2011 – "Tada...Namida" (ただ…涙)